# Mastigochirus quadrilobatus
Mastigochirus quadrilobatus is een tienpotigensoort uit de familie van de Hippidae. De wetenschappelijke naam van de soort is voor het eerst geldig gepubliceerd in 1878 door Miers.